# オダライア
オダライア (Odaraia) は、約5億年前のカンブリア紀に生息した化石節足動物Hymenocarina類の一属。円筒状の背甲と飛行機のような尾をもつ、カナダのバージェス動物群で見つかった Odaraia alata という1種のみによって知られる。

## 名称

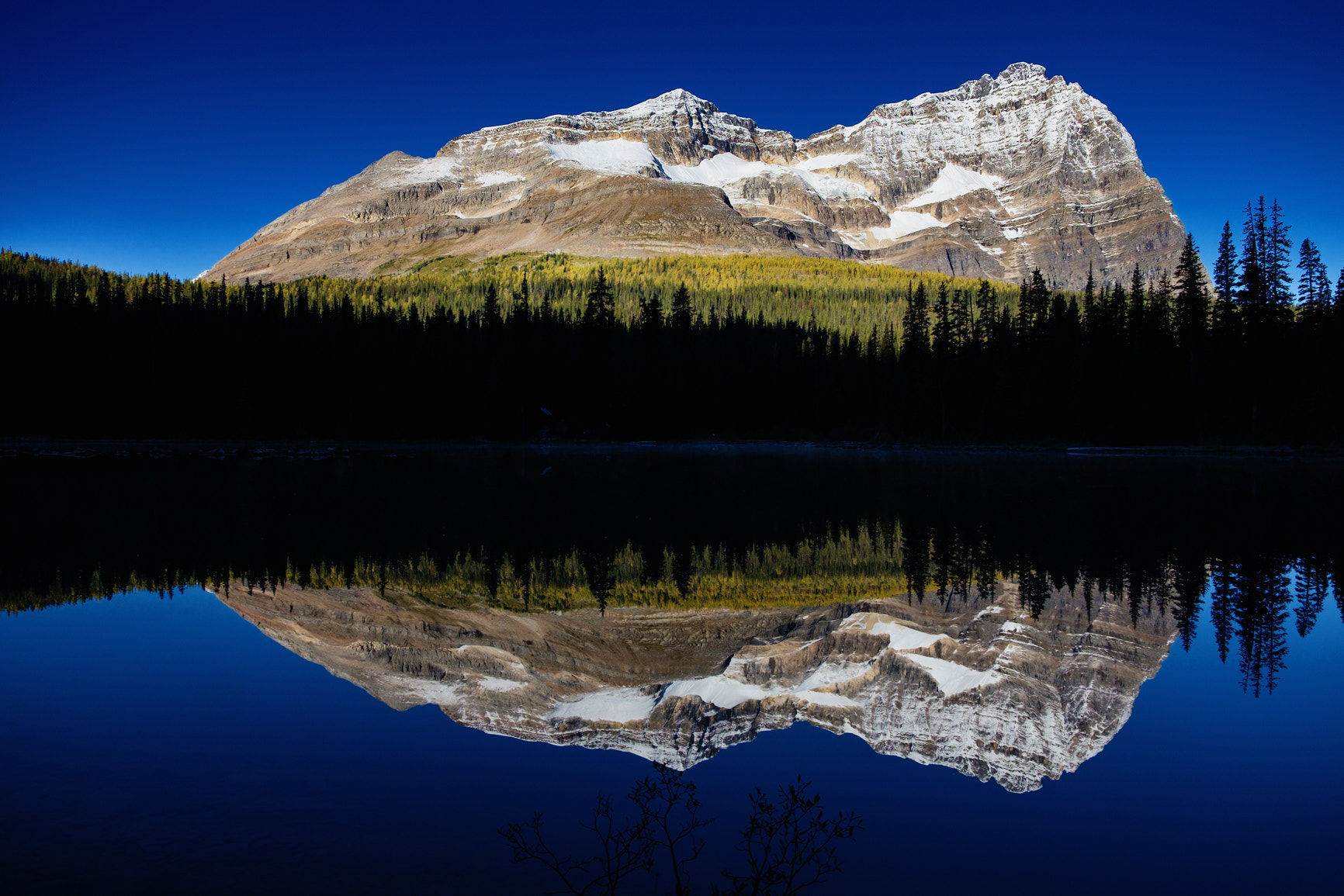
オーダーイー山

学名「Odaraia」は、発見地バージェス頁岩を含むカナダブリティッシュコロンビア州のオーダーイー山（Odaray Mountain）に由来する。オーダーイー山の名はファースト・ネーションのストーニー・ナコダ族の単語「odaray」に由来し、これは「滝が多い」を意味する。模式種（タイプ種）の種小名「alata」はラテン語の「ala」（翼）に由来し、本種の翼のような尾節に因んで名付けられた。

## 形態

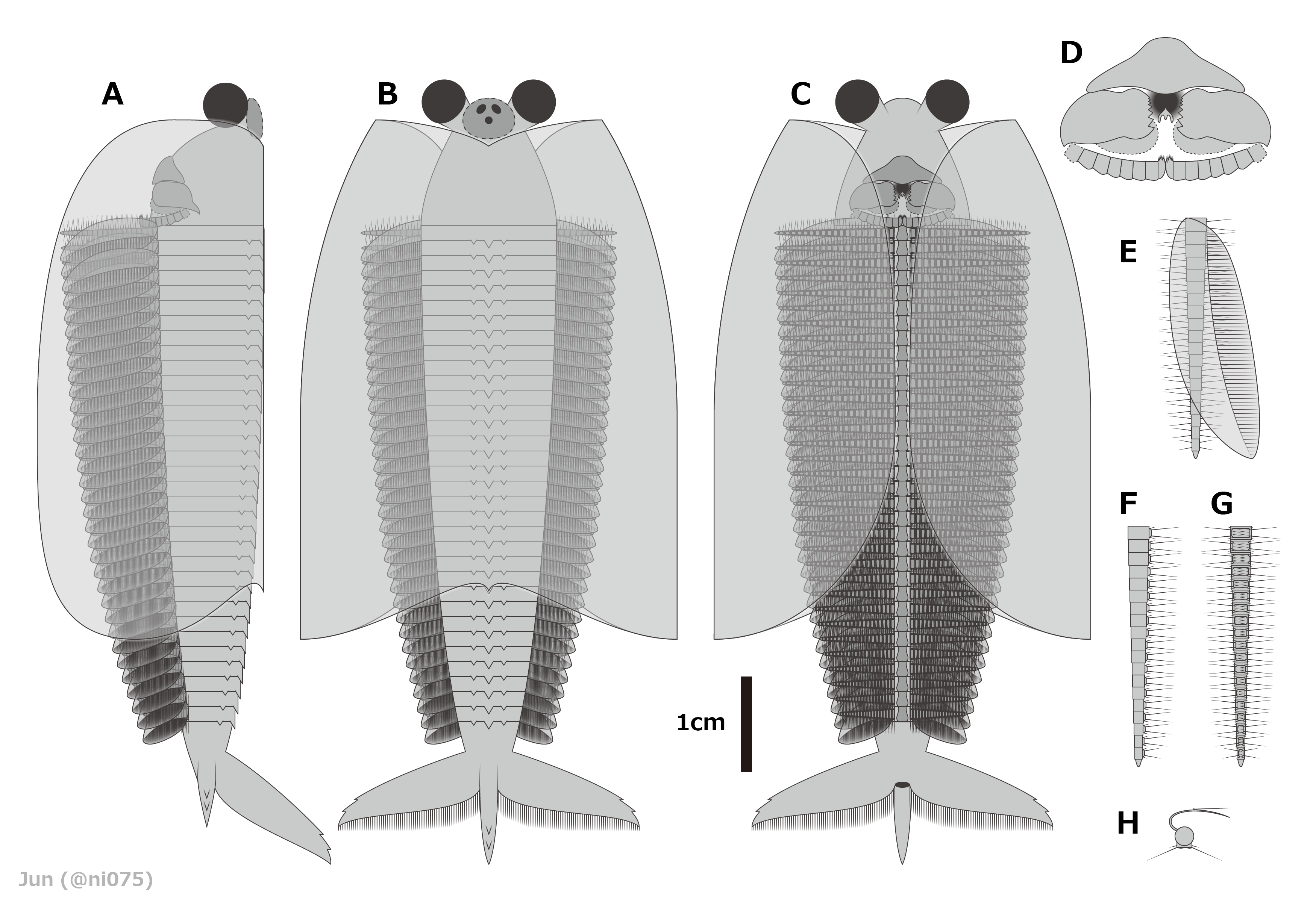
オダライアの復元図（A: 側面、B: 背面、C: 腹面、D: 口器、E: 脚側面、F: 内肢前/後面、G: 内肢内面、H: 内肢断面、スケールバーは図A-C用）

背甲長2.5cmから8cm以上、全長最大15cmと推測される。体の大部分が背甲に覆われ、先頭と末端の構造のみ常にその前後から突出する。

### 背甲と頭部
背甲 (carapace) は体長の半分を超えるほど長大な円筒状で、両縁が向き合うほど体の腹面まで包んでいる。全体的に二枚貝状であるが背面の正中線で左右に分かれておらず、末端中央がやや三角形に尖る。この背甲はほとんどの体節を覆い被さるが、胴部には融合せず、先頭のみ頭部 (head) に連結したと考えられる。背甲の直前には短い眼柄に突出した1対の大きな複眼がある。その間には3個の中眼（単眼）のような器官があり、これは楕円形の小さな甲皮 (anterior sclerite) に覆われると考えられるが、詳細は不明瞭。
頭部の腹面構造は次の口器のみ知られている。最も目立つ頭部付属肢（関節肢）は1対の強大な大顎 (mandible) であり、頭部の左右から腹面の口を包み、内側には7本の歯が並んでいる。甲殻類やワプティアに見られるような大顎髭 (mandibular palp) はない。大顎の前には1枚の三角形の板状構造があり、これはハイポストーマ (hypostome) か上唇 (labrum)、もしくは両者の複合体と考えられる。大顎の直後にはそれぞれ1対の擬顎 (paragnath) と思われる不明瞭な葉状構造と、おおよそ8節に分かれた小顎 (maxilla) が並んでいる。小顎の先端には細かい剛毛 (setae) が生えている。また、大顎の間には由来不明な三叉状の構造体が1枚ある。他のHymenocarina類と同様後大脳性付属肢（甲殻類の第2触角に相当）を持たないが、Hymenocarina類において一般的な中大脳性付属肢である触角 (antenna, 甲殻類の第1触角に相当) ですら見当たらず、二次的に退化消失したと考えられる。

### 胴部と尾節
胴部 (trunk) は約30から35ほどの細いリング状の体節（胴節）からなり、後方ほど僅かに小さくなるが、ほぼ同形で、他の多くのHymenocarina類に見られる胸部と腹部の区分はない。各胴節の背面には3-5本の棘、腹面中央には1枚の砂時計型の腹板（sternite）、両腹面には枝分かれた1対の脚をもつ。脚は外側の鰭状の部分と内側の十数節に分かれた歩脚型の部分からなり、昔今の文献により解釈が大きく変わる。Briggs & Whittington 1981 では、歩脚型の部分を途中から2つに枝分かれる二叉型と解釈された。Aria & Caron 2017a では、歩脚型の部分を複数節に分れた原節 (protopod) と7節の内肢 (endopod) であると考えられた。Izquierdo-López & Caron 2024 では、歩脚型の部分全体が19-20節の内肢で、各肢節の内側には1本の内突起 (endite) があり、その内突起から更に4対の長い剛毛と無数の短い剛毛がそれぞれ縁辺部と中央の面に生えている。鰭状の部分は外肢 (exopod) であり、後縁には無数の細長い附属体 (lamellae) が並んでいる。また、内肢の前数節は外肢と癒合した可能性がある。
胴部の末端に続く尾節（telson）は3枚の平たい突起があり、飛行機の尾翼のように1枚は背面、2枚は左右に向けて張り出している。それぞれの突起は先端が尖り、外側に沿って2本の目立たない棘が生えている。左右の2枚は後縁に剛毛が並んでいる。

### 内部構造
消化管の直径は体節の1/4ほど広く、頭部の所で腹面に曲がり返して、大顎直前の後ろ向きの口まで伸ばしたと考えられる。肛門は尾節の末端、すなわち3本の突起の間に開く。Butterfield 2002 によると、消化管はレアンコイリアなどに似た消化腺（digestive gland）があるが、Izquierdo-López & Caron 2024 によると、消化管前方にある1対の大きな丸い構造体こそが消化腺と考えられる。

## 生態

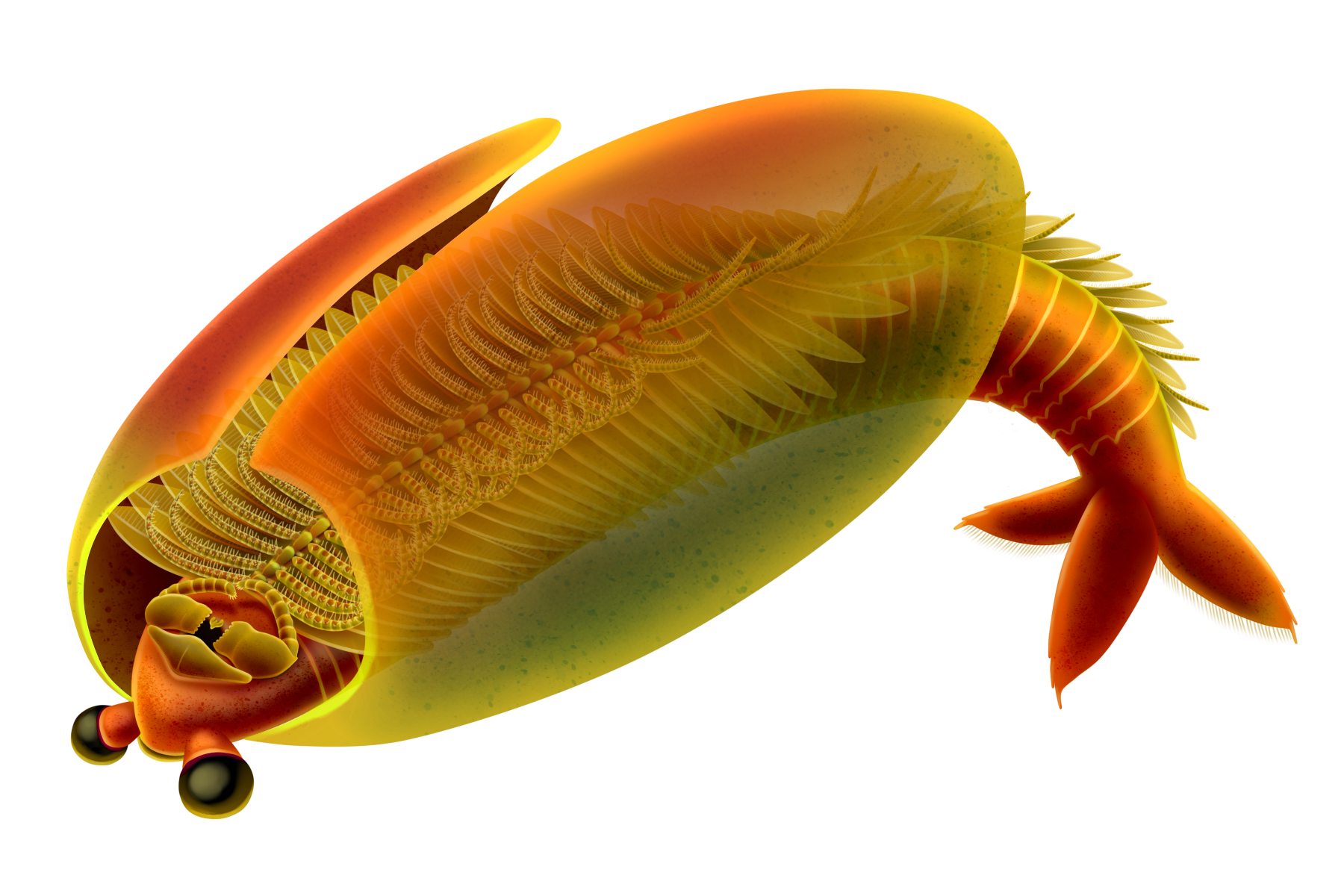
仰向けに遊泳するオダライアの復元図

オダライアは活動的な遊泳性の海棲動物（ネクトン）であったと考えられる。ほとんどの脚は着地できないほど背甲に覆われたため、歩行用ではなく、波打つるように連動して遊泳や呼吸などの役割を果たした可能性が高い。また、大型かつ重心が体の背面に集中するため、現生のカブトガニ類のように仰向けで泳いた方がバランスと安定性を維持しやすかったと考えられる。尾節の突起はバランスと安定性を維持する他、ステアリングにも用いられたと考えられる。
採餌方法としては背甲と脚の空間で水流を作り、そこに流れ込んだ水中から餌をとったと推測される。数多な脚の密集（間隔約 0.5 × 0.8 mm）した剛毛から、普段は水中に浮遊する微小な動物プランクトンや有機物の粒子を餌とする濾過摂食者であったと考えられる。一方、大きな複眼や発達した消化腺と大顎も兼ね備えるため、時にはより大きな動物をも捕食したと考えられる。この主に濾過摂食性で時おり捕食性の生態は、現生の一部の甲殻類（カブトエビ、無甲類など）に似ている。

## 分類
いくつかの基本体制の共通点（頭部と胴部前半を覆い被さる二枚貝状の背甲・第2体節付属肢の欠如・大顎・リング状の体節）を基に、オダライアはカナダスピス、ワプティア、ブランキオカリスなどと共にHymenocarina類（目）に分類される。この類自体の系統位置は議論的で、1990年代から2010年代中期にかけて一般に基盤的な真節足動物と考えられてきたが、2010年代後期以降では大顎の再発見で大顎類と見直されつつある。
Hymenocarina類の中で、オダライアはいくつかの共通点（触角の退化・数多くの体節・同形の脚）を基に、時おりネレオカリスやフィブラカリスなどと共に「オダライア類」(odaraiids, オダライア科 Odaraiidae) としてまとめられ、一部の系統解析にもその単系統性が支持されている。中でもオダライアの特徴のうち、胸部と腹部の区分をもたない胴部はフィブラカリスに、両縁が向き合うほど円筒状になった背甲はネレオカリスに似ている。

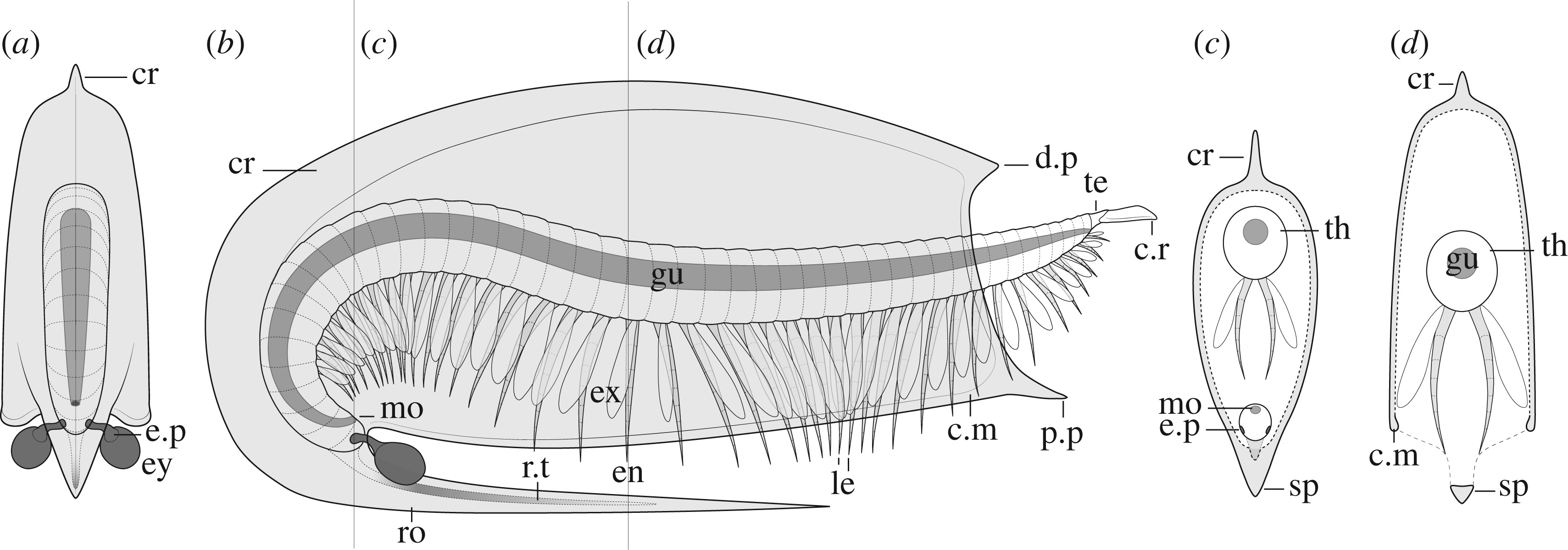
フィブラカリス

1990年代以前では、オダライアは一般に甲殻類と考えられた。原記載 (Walcott 1912)では、オダライアは同じHymenocarina類のカナダスピスと共に軟甲類の甲殻類として分類され、その後のいくつかの文献記載（Fedotov 1925, Henriksen 1928）もこの見解を踏襲していた。Størmer (1944, 1959) ではオダライアは甲殻類から除外されたが、Moore 1969 に目と科未定のコノハエビ類の軟甲類として分類された。Simonetta & Delle Cave 1975 ではオダライアは新設したオダライア目 (Odaraida) オダライア科 (Odaraiidae) に含まれ、同目の新属新種 Eurysaces pielus も記載された。Briggs & Whittington 1981 ではオダライアに対して全面的な再記載を行われ、前述の Eurysaces pielus はオダライアの唯一の種 Odaraia alata のジュニアシノニムと見直された。オダライアの甲殻類的特徴、特に鰓脚類との類似点（数多くの体節・二枚貝状の背甲・複眼と単眼の配置・触角の退化など）をいくつか列挙されたが、甲殻類として異様な性質（特に尾翼状の尾節）も兼ね備え、また甲殻類との類似もほとんどが単に節足動物の祖先形質に過ぎない可能性が高く、甲殻類には含まれにくいことも示された。
オダライア（オダライア属 Odaraia）は、カナダブリティッシュコロンビア州のバージェス頁岩（バージェス動物群、カンブリア紀ウリューアン期、約5億1,000万 - 5億500万年前）で見つかった模式種（タイプ種）Odaraia alata のみ含まれる。